# 舟塚古墳 (小美玉市)
舟塚古墳（ふなづかこふん/ふなつかこふん）または玉里舟塚古墳（たまりふなづかこふん）は、茨城県小美玉市上玉里にある古墳。形状は前方後円墳。玉里古墳群（舟塚古墳群）を構成する古墳の1つ。史跡指定はされていない。出土遺物は茨城県指定有形文化財に指定されている。

## 概要
茨城県中部、霞ヶ浦北岸の低い台地の末端に築造された古墳である。1965-1968年（昭和40-43年）に発掘調査が実施されている。
墳形は前方後円形で、前方部を南東方向に向ける。墳丘は2段築成。墳丘表面では円筒埴輪列（朝顔形埴輪含む）・形象埴輪が検出されている。円筒埴輪・朝顔形埴輪は関東地方では屈指の大型品であり、形象埴輪は畿内や地方有力首長墓に匹敵する多様な構成を持つとして注目される。また墳丘くびれ部西側には造出を付し、墳丘周囲には西側にのみ最大幅11メートルの周溝が巡らされる。埋葬施設は後円部墳頂中央における箱式石棺である。二重構造の特殊な石棺であり、石棺内は盗掘に遭っているが、調査では人骨のほか装飾付大刀を始めとする副葬品が検出されている。
築造時期は、古墳時代後期の6世紀前半頃と推定される。当該時期の常総地方では最有力の古墳と位置づけられるほか、同時期の大王墓とされる今城塚古墳（大阪府高槻市）と墳丘平面形・形象埴輪群の様相が類似することから、当時の被葬者が霞ヶ浦の水上交通を背景として畿内ヤマト王権と関係を持った様子が示唆され、常総地方ひいては関東地方の政治情勢を考察するうえで重要視される古墳になる。
出土遺物は2015年（平成27年）に茨城県指定有形文化財に指定されている。

## 遺跡歴
- 1965-1968年（昭和40-43年）、発掘調査（明治大学文学部考古学研究室、1968・1971年に報告、2015年に埴輪資料の整理報告書刊行）[2]。
  - 1965年、墳丘・周辺の地形測量：第1次調査。
  - 1965年、埋葬施設の調査：第2次調査。
  - 1966年、墳丘・周溝の調査（墳丘西側）：第3次調査。
  - 1967年、墳丘・周溝の調査（墳丘西側・造出・周溝）：第4次調査。
  - 1968年、墳丘・周溝の調査（墳丘東側）：第5次調査。
- 1997年（平成9年）、測量調査：第6次調査（明治大学文学部考古学研究室、2000年に報告）[2]。
- 2015年（平成27年）1月22日、出土遺物が茨城県指定有形文化財に指定[3]。
- 2018年（平成30年）、デジタル三次元測量調査（総合研究大学院大学文化科学研究科日本歴史研究専攻）[2]。

## 墳丘
墳丘の規模は次の通り。
- 墳丘長：72メートル
- 後円部
  - 直径：37メートル
  - 高さ：8.65メートル
- 前方部
  - 幅：54メートル
  - 高さ：8.25メートル

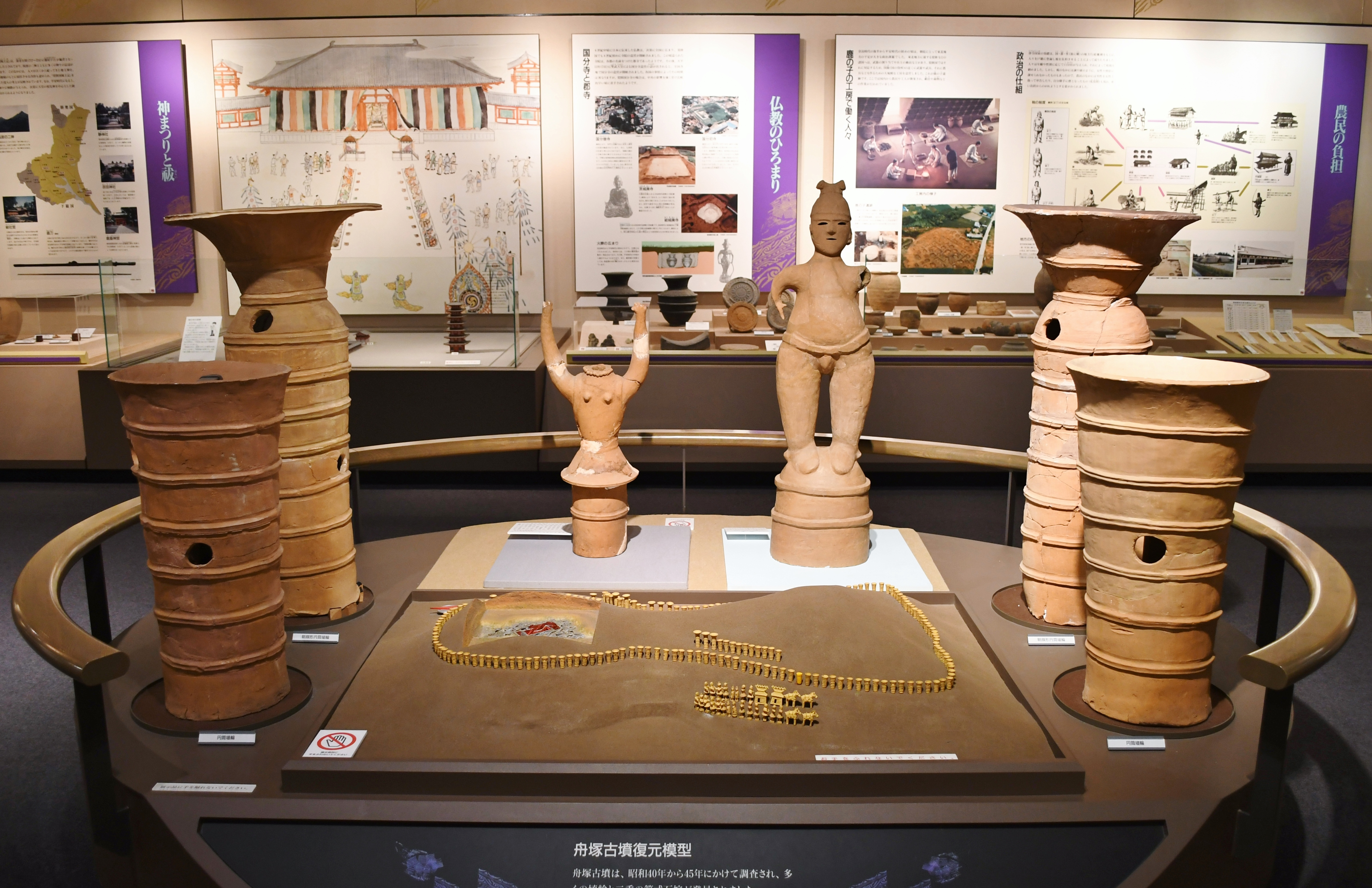
出土埴輪（茨城県指定文化財）茨城県立歴史館展示。

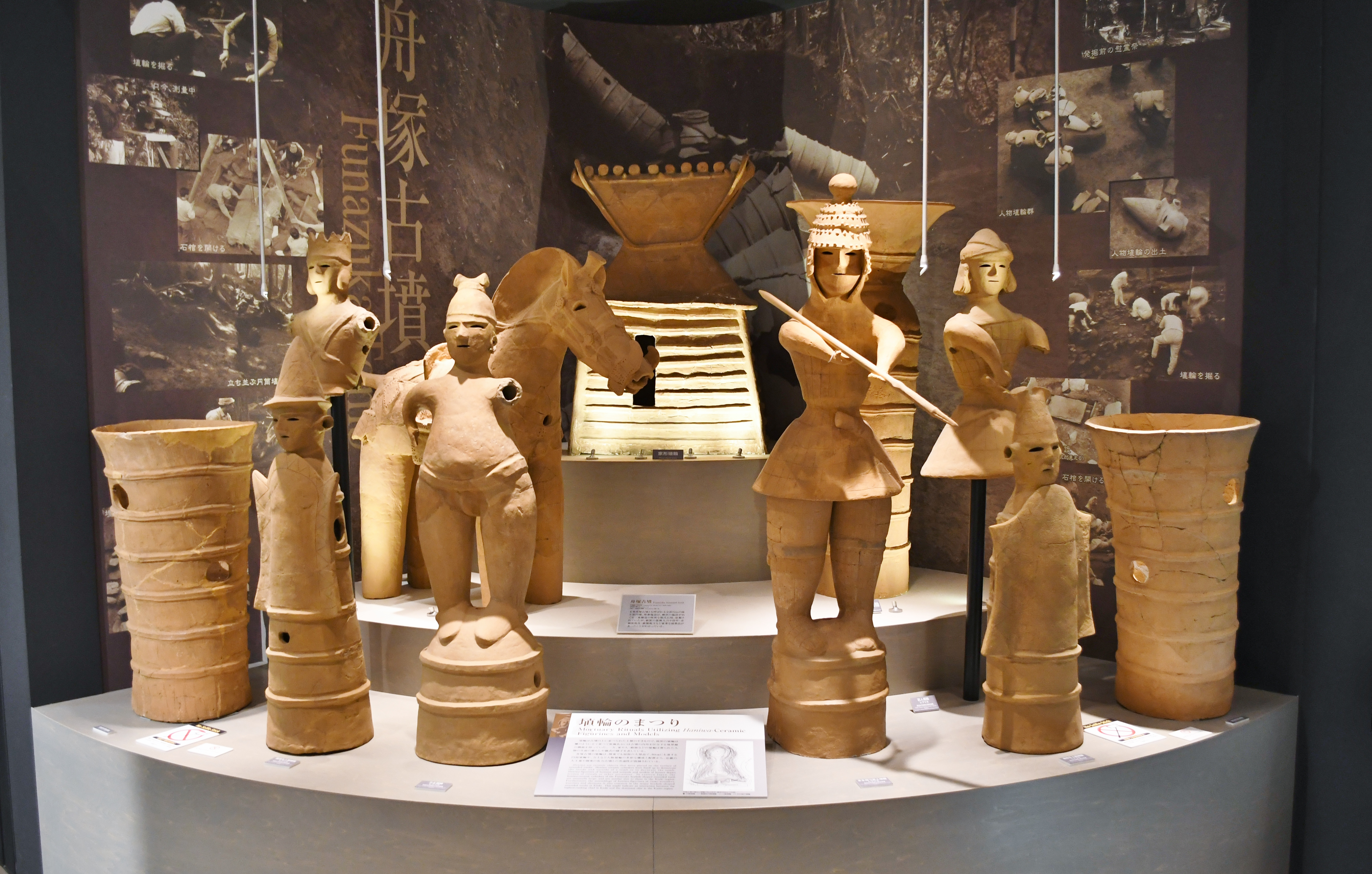
出土埴輪（複製）明治大学博物館展示。

墳丘は今城塚古墳（大阪府高槻市、真の継体天皇陵か）の2/5相似形の可能性が指摘される。
墳丘上の埴輪列は円筒埴輪・朝顔形埴輪で構成されるが、墳丘を全周せず部分的に集中し、後円部東側・前方部西側には二重に巡らされる。普通円筒埴輪は6条7段で高さ約80センチメートル、朝顔形埴輪は9条10段で高さ約110センチメートルを測り、関東地方では屈指の大型品として注目される。
墳丘西側の造出・周溝からは大量の形象埴輪が検出されている。内訳は家形埴輪・盾形埴輪・馬形埴輪・人物埴輪で、そのうち人物埴輪は巫女・女性・武人・力士・靫を背負う男子・盾持ち人など多様である。人物埴輪には上下分割技法が認められることから、入念ながら当地域での製作とされる。また一部の埴輪には赤・黒の彩色も認められる。

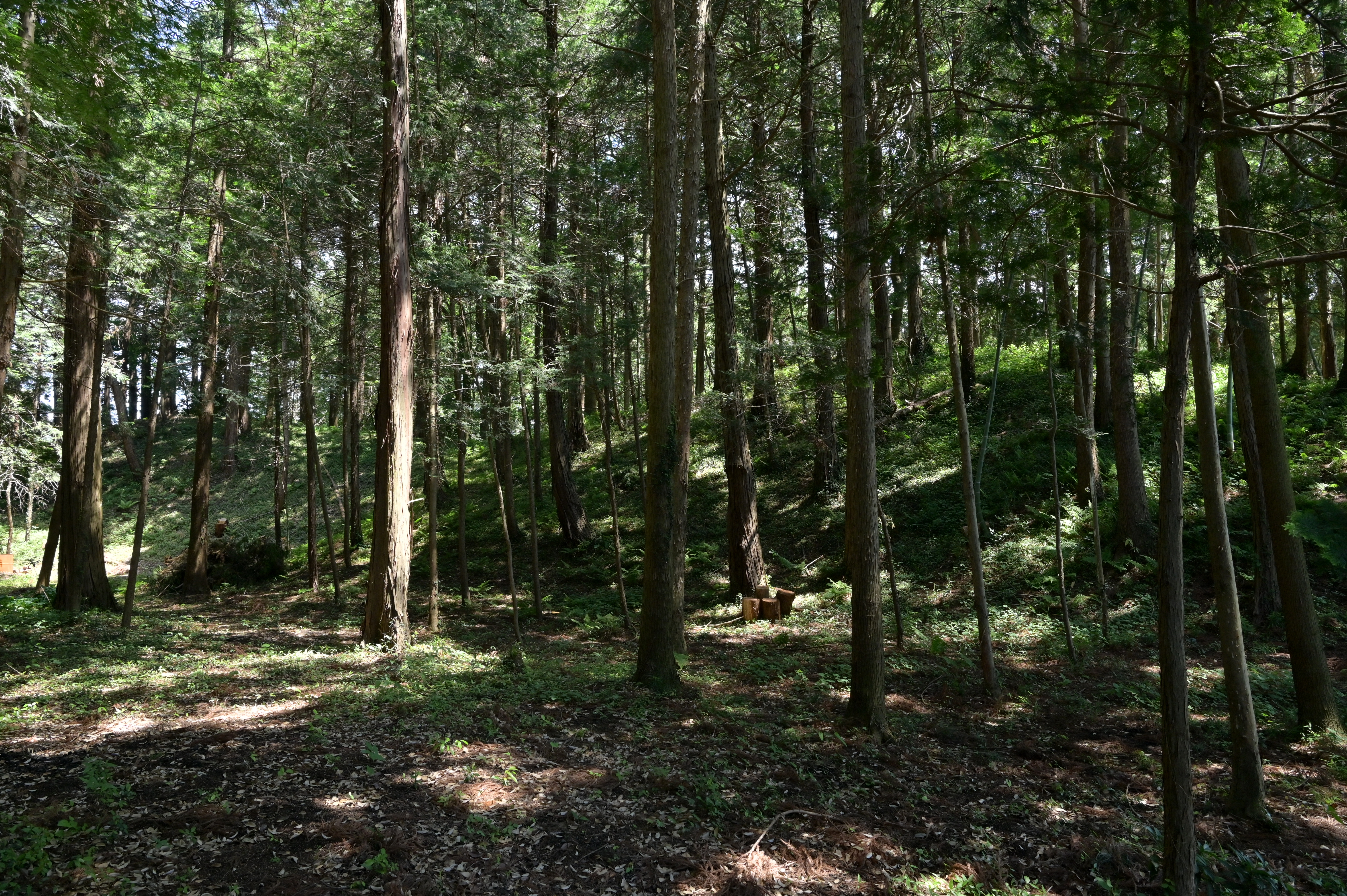
後円部墳丘
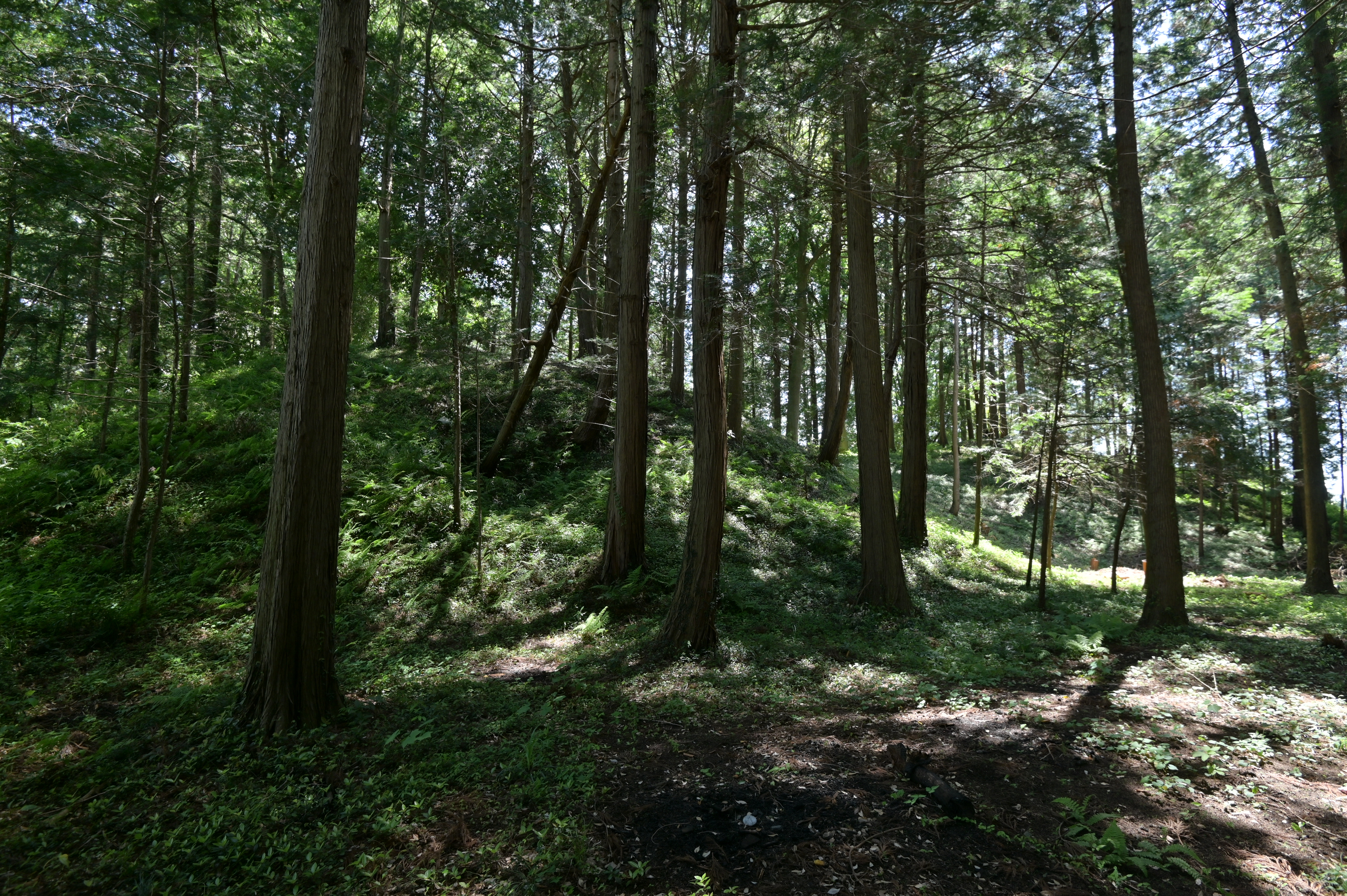
前方部墳丘
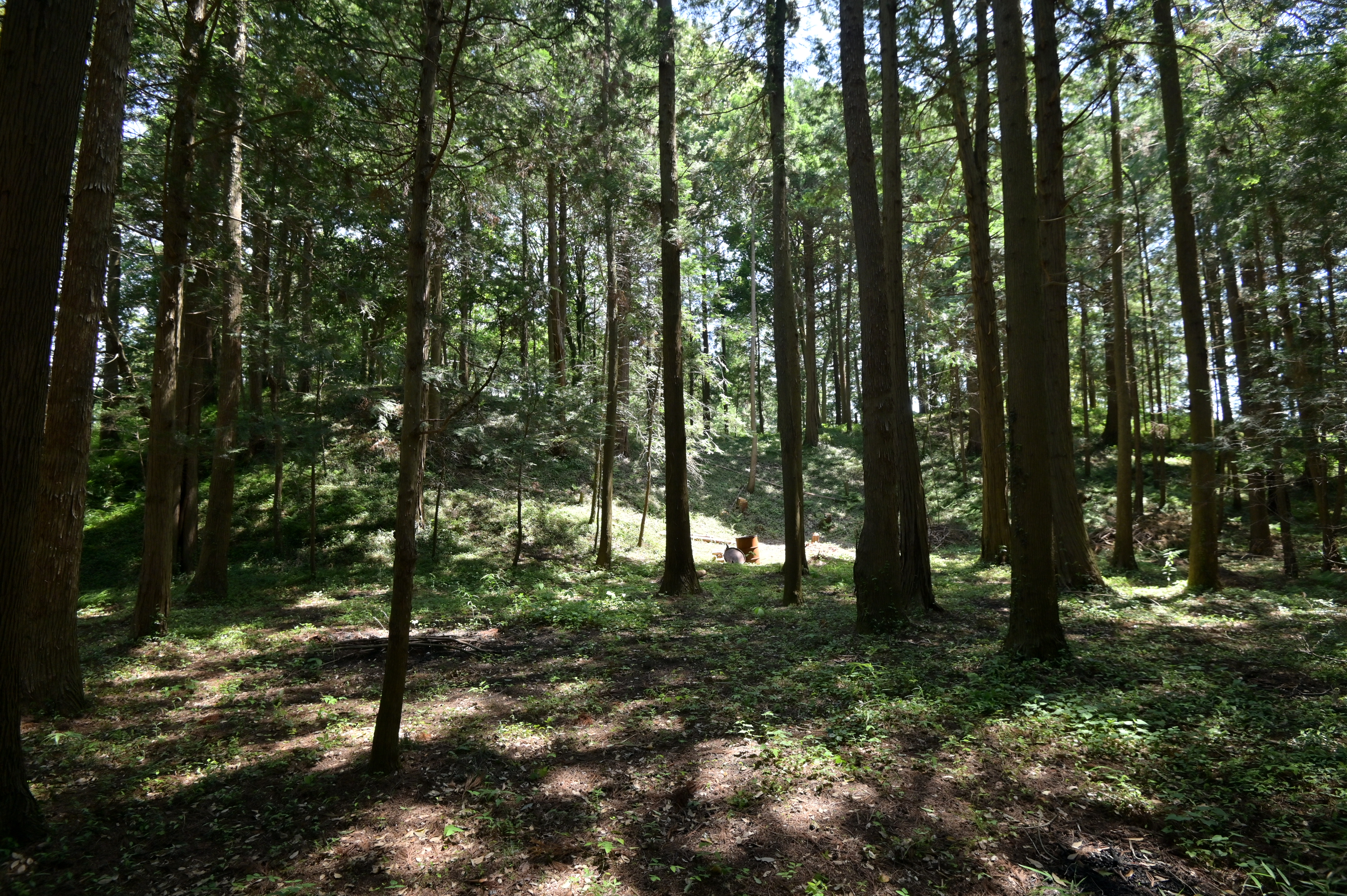
横から見た墳丘全体像。左は前方部、右は後円部。
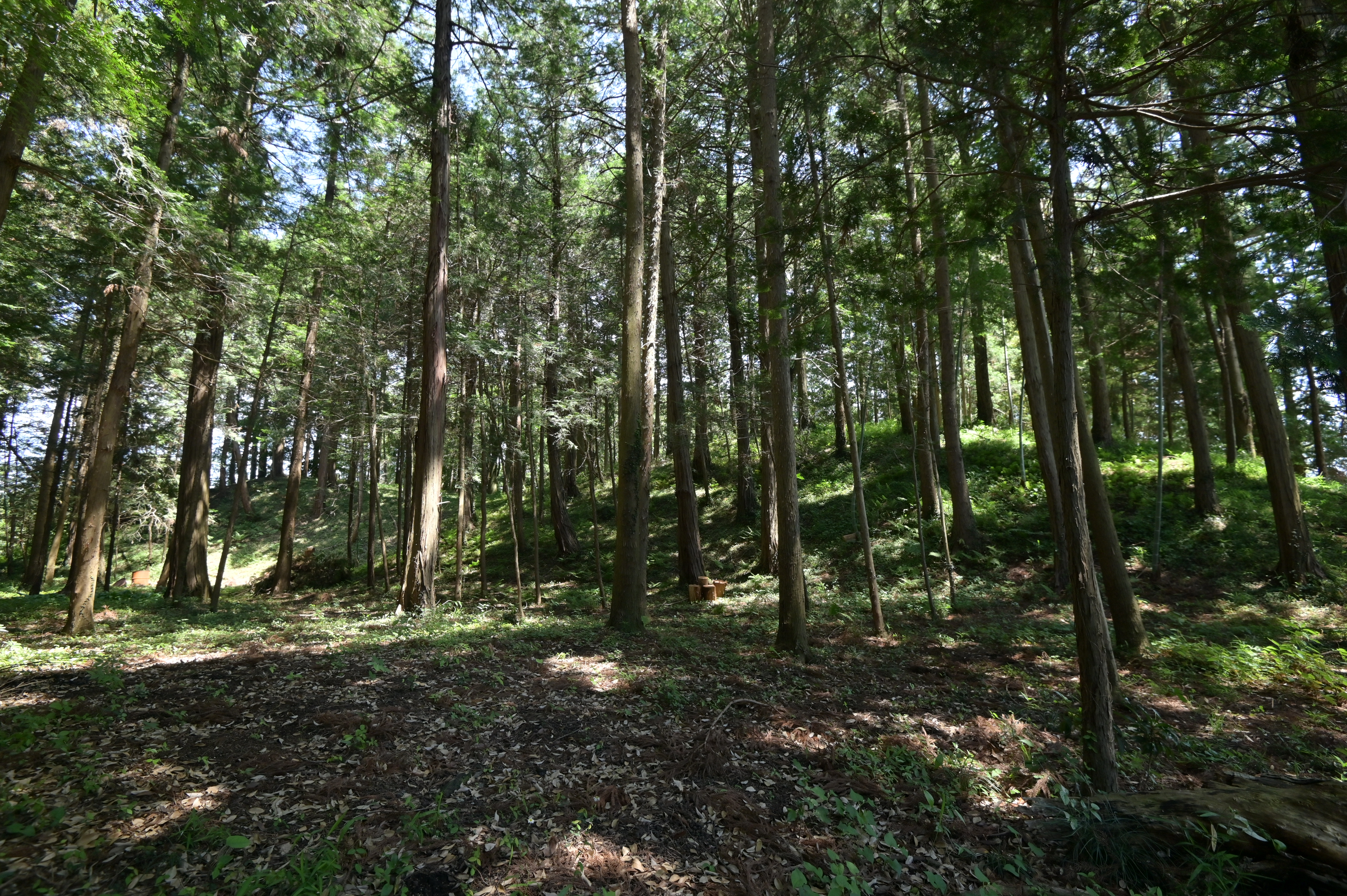
後円部から見た墳丘全体像
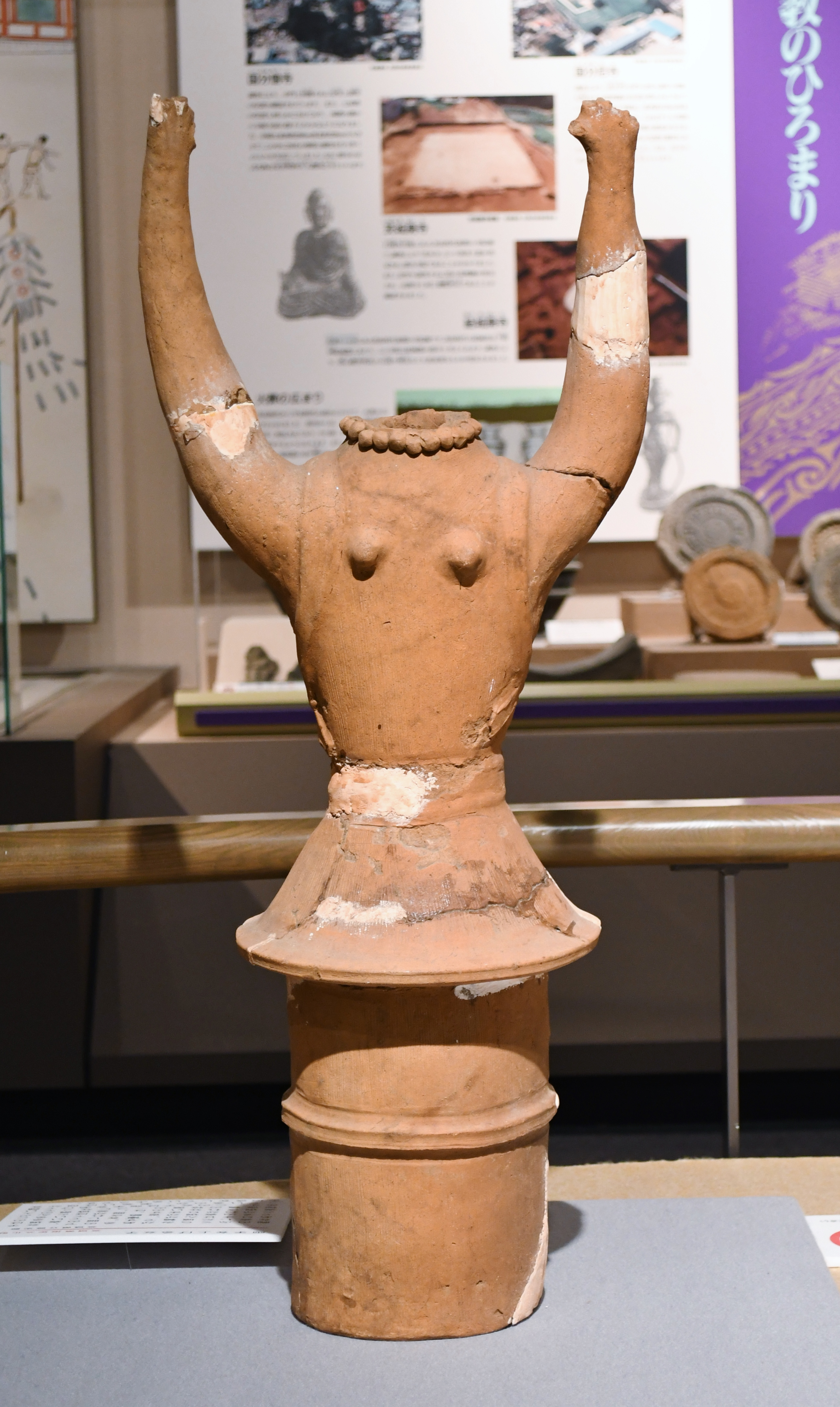
埴輪 両手を上げる女子 茨城県立歴史館展示。
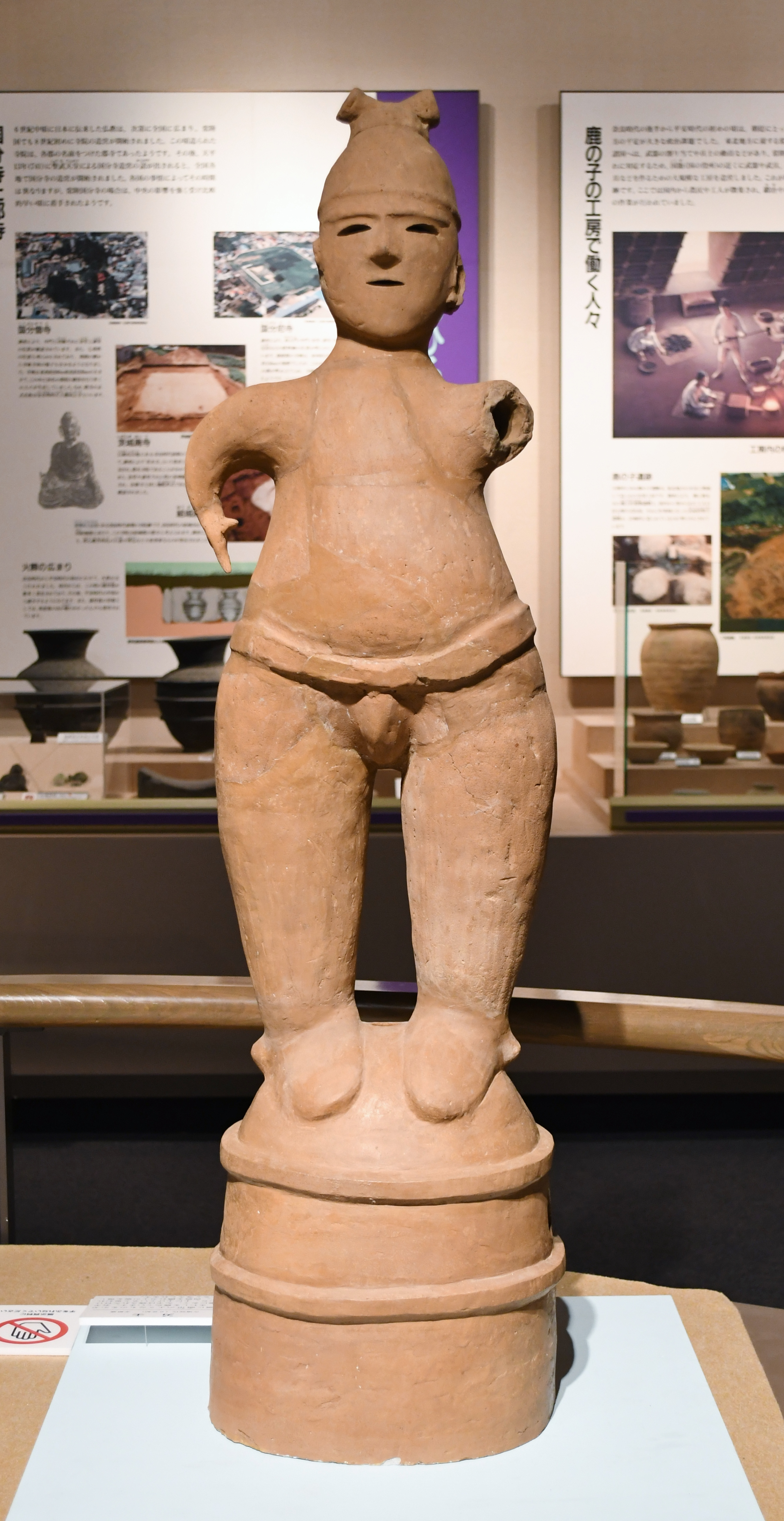
埴輪 力士 茨城県立歴史館展示。

## 埋葬施設
埋葬施設としては、後円部墳頂中央部において箱式石棺が構築されている。箱式石棺は常総地方に特徴的な埋葬施設であるが、雲母片岩を二重に組むという点では唯一例となる特殊な構造であり、周辺にも同一の石材が敷かれる。
複数回の盗掘に遭っているため石棺内の副葬品の大部分は散逸しているが、調査では人骨のほか唐草文付銀製圭頭大刀柄頭片・直弧文鹿角製刀装具・鉄鏃・挂甲小札・馬具・ガラス製丸玉・ガラス製小玉などが検出されているほか、石棺西側において金銅製縁金具を伴う黒漆塗鞍が検出されている。また伝出土遺物として、1965年調査の直前の盗掘のものとされる装飾付大刀・武器武具類・馬具・装身具・鏡などが知られる。

## 文化財

### 茨城県指定文化財
- 有形文化財
  - 舟塚古墳出土遺物 39点（考古資料） - 内訳は以下。茨城県立歴史館保管。2015年（平成27年）1月22日指定[3][4]。
    - 円筒埴輪 16点
    - 朝顔形埴輪 5点
    - 人物埴輪 17点
    - 器財埴輪 1点

## 関連施設
- 茨城県立歴史館（水戸市緑町） - 舟塚古墳の出土埴輪等を保管・展示。
- 明治大学博物館（東京都千代田区） - 舟塚古墳の複製出土埴輪等を展示。

## 関連文献
（記事執筆に使用していない関連文献）
- 大塚初重・小林三郎「茨城県舟塚古墳 1」『考古学集刊』第4巻第1号、東京考古学会、1968年。
- 大塚初重・小林三郎「茨城県舟塚古墳 2」『考古学集刊』第4巻第4号、東京考古学会、1971年、57-103頁。
- 白石竹雄ほか「茨城県・舟塚古墳出土の埴輪家」『駿台史學』第13号、明治大学史学地理学会、1963年。
- 新井悟「茨城県玉里村舟塚古墳の再測量報告 -霞ヶ浦沿岸の前方後円墳における今城塚型の築造規格の受容形態の検討-」『駿台史學』第109号、明治大学史学地理学会、2000年、135-147頁。
- 佐々木憲一・古屋紀之「茨城県新治郡玉里村雷電山古墳・舟塚古墳周辺測量調査報告」『駿台史學』第115号、明治大学史学地理学会、2002年、97-114頁。
- 井上一樹「茨城県舟塚古墳出土刀装具片の直弧文」『明治大学博物館研究報告』第12号、明治大学博物館、2007年、79-88頁。
- 忽那敬三「玉里舟塚古墳の副葬品と年代」『明治大学博物館研究報告』第18号、明治大学博物館、2013年、75-85頁。
- 忽那敬三「第34回研究発表会講演要録 玉里舟塚古墳の埴輪とその問題」『茨城県考古学協会誌』第26号、茨城県考古学協会、2014年、1-12頁。
- 『舟塚古墳 埴輪編 -舟塚古墳整理事業-（茨城県埋蔵文化財調査報告書 第5集）』茨城県教育委員会、2015年。
- 『前方後円墳の三次元復原と設計原理の考古学的研究 -旭ノ岡古墳・三ノ分目大塚山古墳・舟塚古墳の測量調査報告書-』総合研究大学院大学文化科学研究科日本歴史研究専攻、2018年。